# Милојко Друловић
Милојко Друловић Чича (Кокин Брод, код Нове Вароши, 24. фебруар 1923 — Београд, 3. јануар 1989) био је учесник Народноослободилачке борбе и друштвено-политички радник Социјалистичке Републике Србије.

## Биографија
Рођен је у Новој Вароши 1923. године. Завршио је Правни факултет. Од 1941. учествује у НОБ, а исте године приступа КПЈ. После рата био је начелник Политичке управе ЈНА и члан Опуномоћства ЦК СКЈ за ЈА, секретар Удружења комуниста СК Београдског универзитета као и члан и секретар Градског комитета Савеза комуниста Београда. На позицији председника Идеолошке комисије и члана ИК ЦК СК Србије био је од 1963. до 1965, такође био је секретар ЦК СК Србије за идеолошки рад. У трећем и четвртом сазиву биран је за посланика Савезног већа, док је на Четвртом, Петом и Шестом конгресу СК Србије биран за члана ЦК СКС (1959—1969), а на Осмом конгресу за члана Централног комитета Савеза комуниста Југославије (1969—1982).
Од 1967. године је директор и главни уредник листа „Политика”, на тој позицији остаје до 1971. године. Од 1973. године он је амбасадор у Народној Републици Кини, у НР Кини остаје до 1978. године, а од 1982. године је амбасадор у Совјетском Савезу.
Сахрањен је у родном месту.
Носилац је Партизанске споменице 1941. и бројних других југословенских одликовања.